# 西尾佳
西尾 佳（にしお けい、1984年10月15日-）は、長野放送（NBS）の社員で元アナウンサー。

## 人物
- 北海道小樽市出身、埼玉県さいたま市育ち。
- 江別市立対雁小学校、江別市立中央中学校、さいたま市立与野西中学校、大宮開成高等学校、青山学院大学文学部史学科卒業。
- 2007年に長野放送入社。2018年4月に総務局総務部に異動となった。

## 来歴
- 歴史・鉄道好き。
  - NBSの番組では、鉄道関係の取材、リポーターを行うことがある。
  - 2012年7月22日に放送された『'12FNS27時間テレビ 笑っていいとも!真夏の超団結特大号!!』「FNSアナウンサーがんばった歌謡大賞」では、同局の同じ鉄道ファンの上小牧忠道アナウンス室長（当時）と共にNBS代表として出演。狩人の「あずさ2号」を2人で歌った。歌った直後には、西尾アナと共に審査員長であるタモリと握手し、鉄道話で盛り上がった[1]。

## 担当番組
（いずれも過去）
- NBSスーパーニュース (2014年3月31日～2015年3月27日)
- NBSみんなのニュース (2015年3月30日～2017年11月10日)
- NBSニュース
- 土曜はこれダネッ!
- 暮らしのターミナル
- めざましテレビ公認 わがまま!気まま!旅気分（NBS制作分、BSフジでも放送）
- 信州夢街道フェスタ
- eながのフェスタ
- FNS27時間テレビ